# Photoevaporation

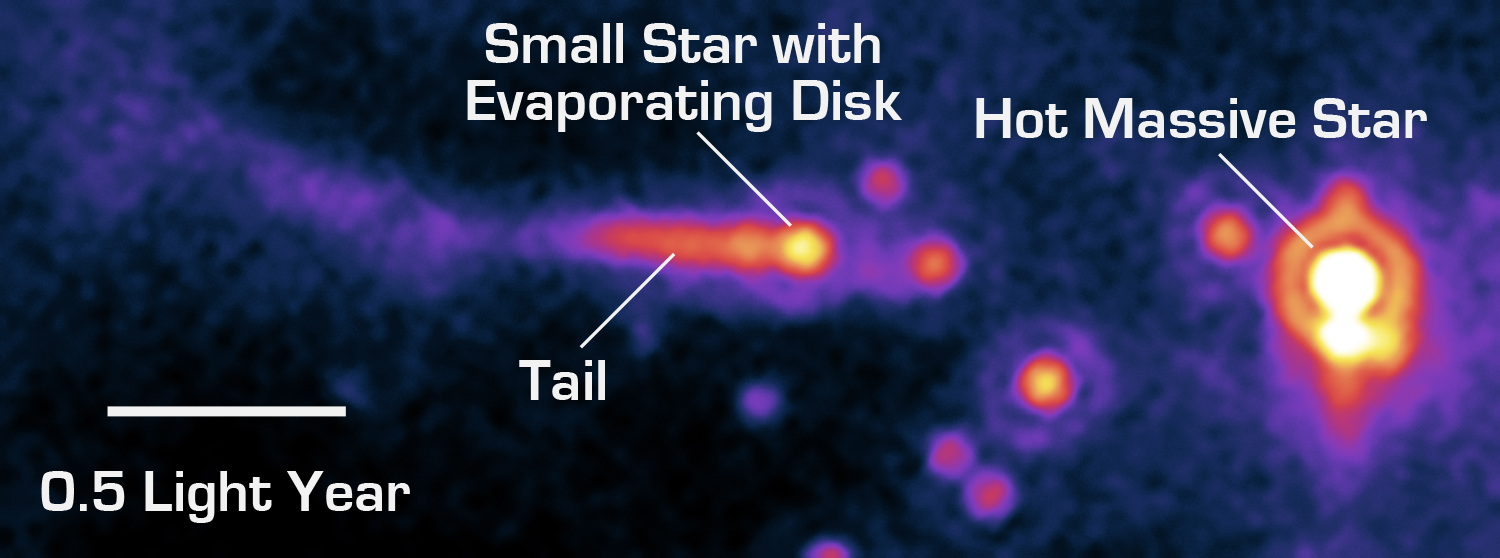
Photoevaporation bei einer protoplanetaren Scheibe durch die Nähe zu einem O-Klasse Stern.

Photoevaporation (wörtlich Verdampfung aufgrund von Licht) bezeichnet einen Prozess, bei dem ein Planet seiner Atmosphäre oder ihrer Bestandteile durch die Einwirkung hochenergetischer Photonen beraubt wird.

## Grundlagen
Alle Massen, auch Planeten, haben eine Fluchtgeschwindigkeit, die es zu erreichen gilt, um das gravitatorische Einflussgebiet der Masse oder des Planeten vollständig zu verlassen. Durch den Beschuss der Atmosphäre mit hochenergetischen Photonen, z. B. UV- oder Röntgenstrahlen, werden Teilchen der Atmosphäre durch eine Ionisation beschleunigt (aufgeheizt), sodass sie die benötigte Fluchtgeschwindigkeit erreichen und den Planeten verlassen können.
Je leichter die Teilchen, desto höher die Geschwindigkeit, die ihnen die Ionisation verleiht. Deshalb ist Wasserstoff, dessen Atome mit der Massenzahl 1 und dessen Moleküle mit der Massenzahl 2 die leichtesten sind, das erste Gas, das bei der Photoevaporation den Planeten verlässt.

## Photoevaporation bei protoplanetaren Scheiben
Protoplanetare Scheiben können durch Photoevaporation verteilt werden (siehe Abbildung). Ein starker Einfluss der Photoevaporation ist jedoch nur feststellbar, wenn eine ausreichend starke Strahlung vorhanden ist. Dies ist insbesondere in der Nähe von O- und B-Klasse Sternen der Fall. Da die protoplanetaren Scheiben aus Gas und Staub bestehen, kann durch die Photoevaporation der leichtesten Gase wie Wasserstoff und Helium die Zusammensetzung des sich bildenden Planeten beeinflusst werden.